# The Road to Sunrise
The Road to Sunrise es una película  malauí dirigida por Shemu Joyah sobre su propio guion que se estrenó el 3 de noviembre de 2017 y tuvo como actores principales a Mirriam Phiri, Chantelle B. Phiri, Madock Masina y  Tambudzo Mpinganjira. A través de la narración realizada desde el punto de vista de dos prostitutas la película retrata el ambiente en el que deben vivir y la explotación a la que se ven sometidas.
Este filme fue el primero producido en Malaui en ser admitido en la selección previa de candidatos al Premio Oscar a la mejor película en habla no inglesa que otorga la Academia de las Artes y las Ciencias Cinematográficas y, por otra parte, fue nominado en siete rubros para los premios que otorga la Academia de Cine Africano además de ser galardonada en diversos festivales.

## Comercialización
El director declaró en septiembre de 2018 que por el momento no permitiría editar la película en DVD para evitar las reproducciones ilegales

## Sinopsis
Dos prostitutas, Rubia (Mirriam Phiri) y Watipa (Chantelle B. Phiri), tratan de sobrevivir en los ambientes sórdidos y ásperos de Blantyre, la segunda mayor ciudad de Malaui, cuando un episodio da un giro dramático a sus vidas. Rubia se niega a tener sexo con un cliente habitual, un rico hombre de negocios, y cuando se defiende de un intento de violación acuchillándolo, termina enfrentando un juicio por homicidio en el que además de defenderse contra la acusación penal comenzará un camino de liberación interior.

## Reparto
Estos son los actores que formaron parte del reparto
- Mirriam Phiri	...	Rubia
- Chantelle B. Phiri	...	Watipa
- Madock Masina	...	Shoti
- Tambudzo Mpinganjira	...	Zondwa
- Yanko Seunda	...	Bantu
- Mphatso Mwale	...	Chisomo
- Blessings Suya	...	Seyani
- Felicity Thunyani	...	Dorika
- Hope Chisanu	...	Sr. Muridzi
- Tapiwa Gwaza	...	Nanawake
- Bright Kabota	...	Lamba
- Ashukile Mwakisulu	...	Jasi
- Bennie Msuku	...	Fiscal
- Joseph-Claude Simwaka	...	Juez
- Shemu Joyah	...	Patólogo
- Talinda Mwalola	...	Mujer recepcionista
- Reuben Chonde 	...	Hombre recepcionista 1
- James Chipoka 	...	Hombre recepcionista 2
- Nancy Phiri 	...	Propietaria
- Cynthia Zonde 	...	Tshopa
- Christina Tsaka 	...	Bena
- Zikani Joyah 	...	Dani
- Ethan Kaiya 	...	Misozi
- Elizabeth Lilli Kaitano 	...	Lalai
- Janet Jere	...	 Rubia (joven)
- Annie Thipa 	...	Namoyo
- Merrium Pondani	...	Justina
- Shiellah Chizenga	...	Tana
- Pilirani Saini	...	Eliza
- Edna Malunguza	...	Secretaria
- Raymond Sekeni	...	Makokolidyo

## Comentarios del director
Shemu Joyah definió su película como un drama humano sobre la  drama sobre la explotación, violencia de género, amor, esperanza, amistad y el infatigable espíritu humano en su búsqueda de la supervivencia y la libertad. Agregó que el filme:

”"Cuestiona la opinión de la sociedad sobre las mujeres que son explotadas a través de la industria del sexo, y cómo utiliza el doble rasero para juzgar a los hombres que las explotan….La historia tiene un mensaje profundo para los jóvenes de hoy, particularmente las niñas, sobre cómo pueden empoderarse y evitar la explotación".

## Críticas
El sitio freundeskreis-malawi escribió que se trataba de:

Una película que representa de manera impresionante una imagen auténtica de la vida en uno de los países más pobres del mundo. Y esto sin la infraestructura de una industria cinematográfica o incluso el apoyo estatal (que no existe en Malawi). Una narración cinematográfica sobre la vida y la amenazante vida cotidiana de las prostitutas en Blantyre, sobre dos trabajadoras sexuales que esperan la salvación de su destino y luchan por ella.

## Nominaciones y premios
African Movie Viewers Choice Awards (AMVCA)
- The Road to Sunrise, ganadora del Premio a la Mejor Película africana.[3]
- The Road to Sunrise, nominada al Premio a la Mejor Película[7]

Festival Internacional de Cine de Zambia Shungo Namutitina
- The Road to Sunrise, ganadora del  Premio a la Mejor Película.
- Shemu Joyah, ganador del Premio al Mejor Director
- Mirriam Phiri  ganadora del Premio a la Mejor Actriz
- William Collinson, ganador del Premio a la Mejor Fotografía

Festival de Cine Africano de Silicon Valley
- The Road to Sunrise, ganadora de una Mención Especial en el rubro Película de Ficción.

 Premios de la Academia del Cine Africano
- The Road to Sunrise ,nominada al Premio a la Mejor banda de sonido
- The Road to Sunrise nominada al Premio al Mejor Sonido
- The Road to Sunrise nominada al Premio al Mejor Maquillaje
- The Road to Sunrise ,nominada al Premio a la Mejor Fotografía
- The Road to Sunrise nominada al Premio a la Mejor Película
- Mariam Phiri, nominada al Premio a la Mejor Protagonista Femenina
- Shemu Joyah, nominado al Premio al Mejor Director

Premios Oscar de la  Academia de las Artes y las Ciencias Cinematográficas
- The Road to Sunrise, seleccionada para representar a Malawi en la selección previa al Premio Oscar a la mejor película en habla no inglesa.[14][2]